# 호세 이그나시오 데 산히네스
호세 이그나시오 데 산히네스 바리가(스페인어: José Ignacio de Sanjinés Barriga, 1786년 ~ 1864년 8월 15일)는 볼리비아의 시인이자 정치인으로, 볼리비아의 국가인 볼리비아는 그대의 순조로운 운명을 작곡하기도 했다.

## 일생
추키사카에서 태어났다. 볼리비아가 독립했을 당시, Asambleas Deliberante y Constituyente의 대표가 되었다. 그는 볼리비아의 헌법과 독립 선언서에 서명하였다.
1864년 수크레에서 사망하였다.